# Bishgüür
Le Bishgüür (mongol : ᠪᠢᠰᠬᠢᠭᠦᠷ, VPMC : bisqigür, cyrillique : бишгүүр, MNS : bishgüür) est un instrument a vent de la musique mongole. Il s'agit d'une sorte de hautbois conique comportant sept trous sur la face antérieure et un trou sur la face postérieure pour le pouce, il est également appelé surnai, en référence au suona, sa variante chinoise.
Le terme bishgüür peut aussi en mongol se référer aux flûtes en général.